# Ivan Abramovič Gannibal
Ivan Abramovič Gannibal (rus. Иван Абрамович Ганнибал; Karjaküla, Reveljska gubernija, Rusko Carstvo, 5. lipnja 1735. – Sankt Peterburg, Rusko Carstvo, 12. listopada 1801.) - ruski vojskovođa zadnje četvrtine 17. stoljeća, glavni zapovjednik Crnomorske flote Ruskog Carstva, osnivač grada Hersona.